# Janne Kujala
Janne Kujala (* 5. November 1981 in Hämeenlinna) ist ein ehemaliger deutsch-finnischer Eishockeyspieler und -derzeitiger -trainer. Als Stürmer war von 2002 bis 2016 für verschiedene Oberliga- und Regionalliga-Vereine in Deutschland aktiv. Seit Mai 2025 gehört er als „Assistant- und Performance-Coach“ dem Trainerteam der Iserlohn Roosters in der Deutschen Eishockey Liga (DEL) an.

## Karriere
Janne Kujala begann seine Karriere bei Nikkarit Riihimäki in der finnischen Juniorenliga. Im Jahr 1999 wechselte er zum HPK Hämeenlinna, um für dessen Juniorenteam zu spielen. Während der Saison 2000/01 absolvierte er acht Spiele in der zweiten finnischen Liga, der Mestis, für Ahmat Hyvinkää.
Ein Jahr später wechselte er zu den Springfield Spirit in die US-amerikanische Juniorenliga North American Hockey League (NAHL) und erzielte in 51 Spielen 42 Scorerpunkte. Anschließend kehrte er nach Europa zurück und unterschrieb einen Vertrag beim SC Mittelrhein-Neuwied, für die er insgesamt vier Jahre aufs Eis ging. In Neuwied hatte Kujala seine bisher erfolgreichste Zeit als Eishockeyprofi. So absolvierte er 169 Partien und erzielte dabei 193 Punkte. Damit gehörte er zu den punktbesten Stürmern innerhalb seines Teams. Zur Saison 2006/07 wurde das Management der Ratinger Ice Aliens auf den Linksschützen aufmerksam und transferierte ihn daraufhin nach Ratingen. Dort traf Kujala auf seinen finnischen Landsmann Antti-Jussi Miettinen, mit dem er zusammen in einer Sturmreihe aktiv war. Nachdem der Ratinger Mannschaft die Spiellizenz für die Oberliga entzogen wurde, wechselte Kujala zu den Starbulls Rosenheim, wo er die Saison zu Ende spielte.
Im Sommer 2007 wechselte er zum Ligakonkurrenten und Aufsteiger EHF Passau Black Hawks. Nach 29 Spielen für Passau wurde am 28. Dezember 2007 bekannt gegeben, dass Kujala ab dem 1. Januar 2008 wieder für die Starbulls Rosenheim stürmen wird. Sein Vertrag bei den Starbulls wurde letzten Endes nicht verlängert. Zur Saison 2008/09 wechselte er zum Ligakonkurrenten ESC Halle 04 in die Gruppe Nord der Oberliga, ehe er 2009 beim damaligen Regionalligisten EV Duisburg unterschrieb, mit dem er 2010 in die Oberliga aufstieg.
Zur Saison 2011/12 wechselte er zu den Roten Teufeln Bad Nauheim, mit denen er 2013 Meister in der Oberliga wurde.
Im August 2013 wurde sein Wechsel ins Allgäu zum ERC Sonthofen bekannt, bei dem er nicht nur als Spieler, sondern auch als Trainer einer Nachwuchsmannschaft tätig war. Mit dem ERC wurde er in der Saison 2013/14 Meister der Bayernliga und schaffte den Aufstieg in die Oberliga Süd.
Nachdem er die Spielzeit 2015/16 bei seinem Heimatverein Nikkarit begonnen hatte, wurde er Anfang 2016 durch Fan-Spenden und Finanzierung durch einen Sponsor vom EHC Neuwied verpflichtet. Mit dem Team erreichte er die Play-offs der Oberliga Nord. Nach Ende der Saison 2015/16 verließ er den EHC Neuwied und beendete seine Karriere.

### Trainerlaufbahn
Nach ersten Erfahrungen als Trainer im U18-Bereich in Finnland wurde Kujala im Vorfeld der Saison 2022/23 Nachfolger von Marko Raita als Cheftrainer beim Oberligisten EV Füssen. Im Februar 2023 wurde sein Vertrag zunächst verlängert, zwei Monate später bat er allerdings um die Auflösung des Kontrakts, um ein Angebot der Löwen Frankfurt aus der Deutschen Eishockey Liga (DEL) annehmen zu können. Bei den Löwen war er für die Bereiche Fitness und Performance zuständig sowie als „Players Mentor“ tätig.
Zur Saison 2025/26 wechselte er zum Ligakonkurrenten Iserlohn Roosters, bei denen er als „Assistant- und Performance-Coach“ ein ähnliches Aufgabenfeld wie zuvor in Frankfurt übernimmt.

## Auszeichnungen und Erfolge
- 2010 Topscorer der Regionalliga West
- 2013 Meister der Oberliga und Aufstieg in die DEL2 mit dem EC Bad Nauheim
- 2014 Meister der Bayernliga und Aufstieg in die Oberliga mit dem ERC Sonthofen

## Karrierestatistik
(Legende zur Spielerstatistik: Sp oder GP = absolvierte Spiele; T oder G = erzielte Tore; V oder A = erzielte Assists; Pkt oder Pts = erzielte Scorerpunkte; SM oder PIM = erhaltene Strafminuten; +/− = Plus/Minus-Bilanz; PP = erzielte Überzahltore; SH = erzielte Unterzahltore; GW = erzielte Siegtore; 1 Play-downs/Relegation; Kursiv: Statistik nicht vollständig)